# Gabara humeralis
Gabara humeralis là một loài bướm đêm trong họ Erebidae.